# Massimiliano Fedriga
Massimiliano Fedriga (Verona, 2 luglio 1980) è un politico italiano, Presidente della Regione Autonoma Friuli-Venezia Giulia dal 3 maggio 2018.
Dal 2021 è anche presidente della Conferenza delle regioni e delle province autonome. 
È stato deputato alla Camera per tre legislature, ricoprendo vari incarichi parlamentari, tra cui quello di capogruppo della Lega Nord e Autonomie - Noi con Salvini dall'8 luglio 2014 al 22 marzo 2018.

## Biografia
Massimiliano Fedriga nasce a Verona il 2 luglio 1980, è cresciuto in una famiglia di fede cattolica e anche lui si è sempre dichiarato tale. Terminati gli studi superiori al liceo scientifico Galilei della sua città, si è laureato in Scienze della comunicazione presso l'Università degli Studi di Trieste. Dopo la laurea, ha conseguito un master universitario in gestione e analisi della comunicazione, e si è occupato di consulenza su marketing e comunicazione per diverse aziende dell'Italia Nord-Est.
È sposato dal 2013 con Elena Sartori e ha due figli: Giacomo e Giovanni.

### Carriera politica

#### Gli inizi
Si è iscritto alla Lega Nord di Umberto Bossi nel 1995.Successivamente è diventato membro del "Consiglio Nazionale", organo decisionale del partito nel Friuli-Venezia Giulia, ed è entrato poi nel Consiglio Federale (cioè quello centrale, con sede a Milano).
Dal 2003 diventa segretario provinciale della Lega a Trieste

#### Elezione a deputato

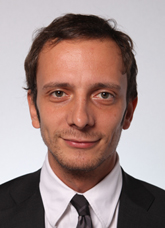
Massimiliano Fedriga rieletto alla Camera nel 2013

Alle elezioni politiche ad aprile 2008 viene candidato, ed eletto per la prima volta, alla Camera dei deputati nella circoscrizione Friuli-Venezia Giulia, diventando successivamente capogruppo per la Lega Nord nella 11ª Commissione permanente (che si occupa di lavoro e politiche sociali) e fa parte della Commissione di controllo sull'attività degli enti gestori.
Alle elezioni amministrative del 2011 Fedriga è stato candidato per la Lega Nord alla carica di sindaco di Trieste, dopo che il partito ha rifiutato l'apparentamento con il candidato del Il Popolo della Libertà Roberto Antonione al primo turno, ottenendo il 6,3% dei consensi.
Il 9 gennaio 2012 diventa vice-capogruppo della Lega Nord alla Camera dei deputati. Il 2 maggio dello stesso anno diventa presidente della Commissione Lavoro del Parlamento del Nord, subentrando a Rosi Mauro che è stata espulsa dal partito per il suo coinvolgimento nel caso Belsito.
Durante la segreteria federale della Lega Nord di Roberto Maroni, è stato a capo del dipartimento lavoro, previdenza e sanità del partito.
Alle elezioni politiche del 2013 è stato riconfermato deputato alla Camera nella medesima circoscrizione nella Lega Nord, divenendo successivamente membro del Consiglio direttivo del suo gruppo (rinominato "Lega Nord e Autonomie") alla Camera dei deputati con delega d'aula. Nella XVII legislatura è stato componente delle Commissioni Affari Esteri, Lavoro pubblico e privato e Agricoltura.

#### Capogruppo della Lega alla Camera
L'8 luglio 2014 è stato eletto per la prima volta capogruppo del partito alla Camera dei deputati, succedendo a Giancarlo Giorgetti. Il 28 settembre successivo è stato eletto segretario nazionale della Lega Nord Friuli-Venezia Giulia, incarico che mantiene fino al 2019.
Il 15 ottobre 2015 viene sospeso dall'Ufficio di Presidenza della Camera per 15 giorni, direttamente dall'allora Presidente della Camera Laura Boldrini, a causa delle continue intemperanze e le offese alla presidenza durante l'approvazione della legge sullo ius soli. Creando un precedente nella storia della Camera dei deputati, per la prima volta un presidente di gruppo viene sanzionato con la sospensione dai lavori parlamentari dell'Aula di Montecitorio.
Alle elezioni politiche del 2018 viene rieletto deputato per la terza volta, tra le liste della Lega nella circoscrizione Friuli-Venezia Giulia.

#### Presidente della Regione Friuli-Venezia Giulia

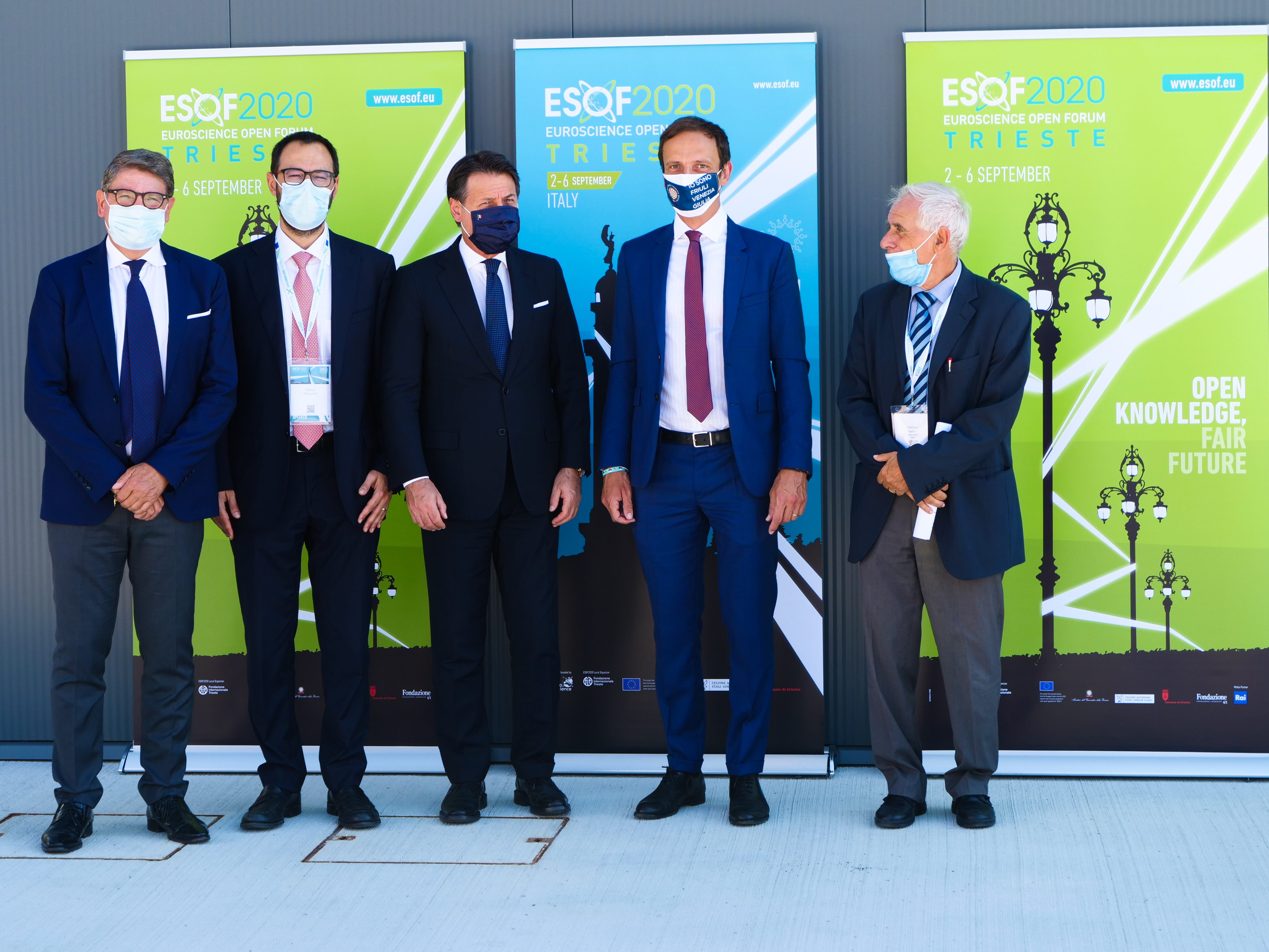
Fedriga (secondo da destra) all'EuroScience 2020 con (da sinistra) il prefetto di Trieste Valerio Valenti, il ministro dello sviluppo economico Stefano Patuanelli, il Presidente del Consiglio Giuseppe Conte e il fisico Stefano Fantoni

Nonostante la coalizione di centro-destra avesse, inizialmente, indicato come candidato alla Presidenza della Regione Autonoma Friuli-Venezia Giulia l'ex presidente Renzo Tondo, il 21 marzo 2018 viene ufficializzata la candidatura di Fedriga a Palazzo del Lloyd Triestino da parte del centro-destra, candidatura su cui il segretario federale della Lega Matteo Salvini ha puntato molto fortemente. Appoggiato dal suo partito, Forza Italia, Fratelli d'Italia, Autonomia Responsabile di Renzo Tondo e Progetto FVG, viene eletto Presidente il 29 aprile con il 57,09% dei voti contro il 26,84% di Sergio Bolzonello (appoggiato dalla coalizione di centro-sinistra), l'11,67% di Alessandro Fraleoni Morgera del Movimento 5 Stelle e il 4,40% di Sergio Cecotti di Patto per l'Autonomia, diventando il più giovane tra i presidenti di regione in Italia. Entra in carica il successivo 3 maggio, dimettendosi contemporaneamente per incompatibilità dalla carica di deputato l'8 maggio.
Fin dai primi giorni dopo l'insediamento, si è schierato contro l'accoglienza diffusa dei profughi, sostenendo che va incentivato il rimpatrio volontario degli extracomunitari. Firmando, come primo provvedimento, una delibera che taglia di oltre un milione di euro la spesa sul fronte dell’accoglienza, destina una somma di 50.000 euro per il rientro assistito in patria.
A luglio 2018, la sua amministrazione regionale approva una delibera che cancella l'impossibilità per i direttori di vertice di avere in tasca la tessera di un partito, dando la possibilità di assumere ruoli di dirigenza negli organi politici.

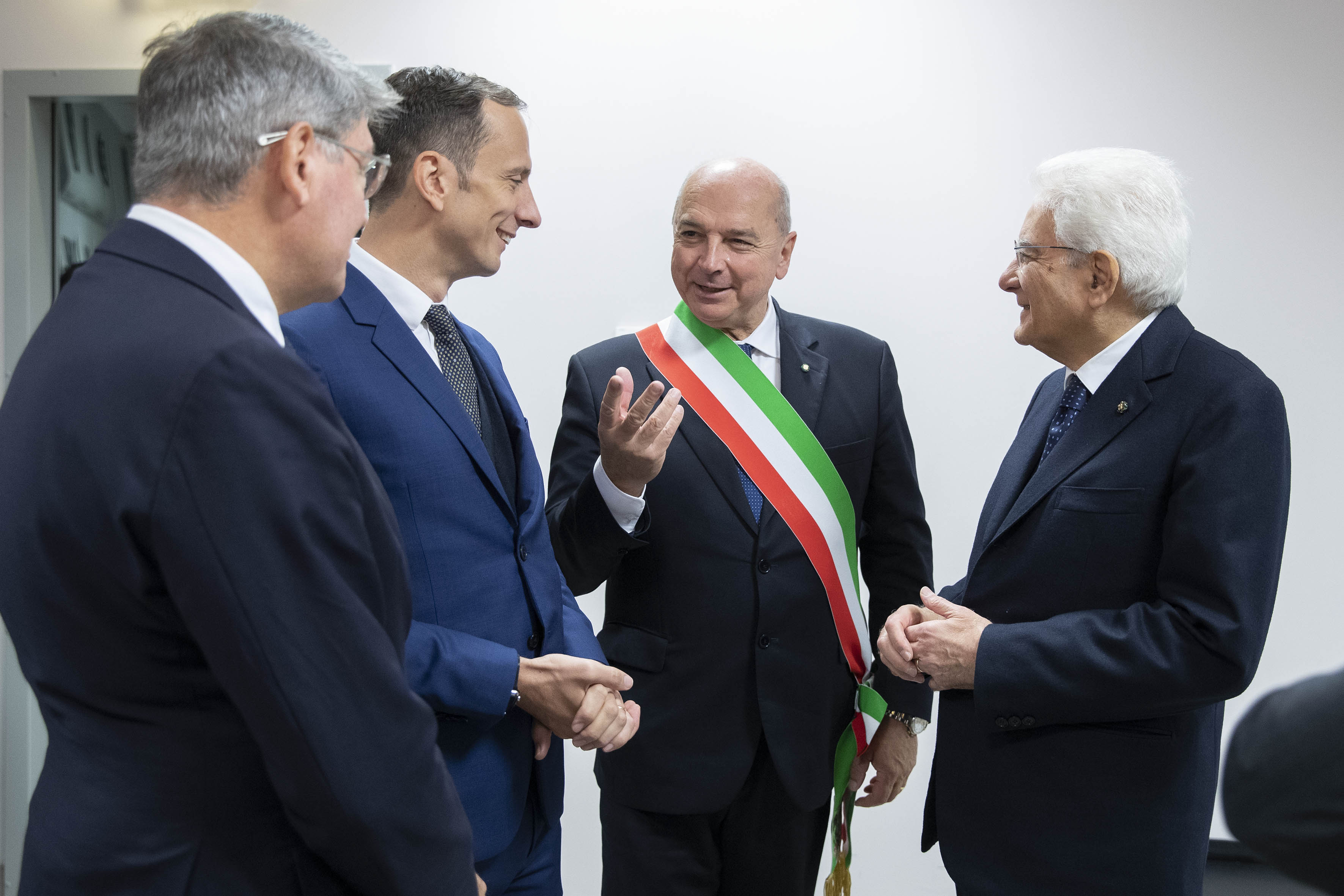
Fedriga con il Presidente della Repubblica Sergio Mattarella, il sindaco di Trieste Roberto Dipiazza e il Prefetto di Trieste Valerio Valenti

Il 9 aprile 2021 è stato eletto inoltre, all'unanimità, Presidente della Conferenza dei Presidenti delle Regioni, dopo che la sua candidatura era stata avanzata l'8 aprile dal Presidente della Regione Lombardia (nonché suo compagno di partito) Attilio Fontana. Fedriga è il secondo Presidente di Regione della Lega ad assumere l'incarico in 40 anni di vita dell'organismo, dopo Alessandra Guerra, anch'ella Presidente del Friuli-Venezia Giulia. Come suo vicepresidente è stato designato Michele Emiliano, Presidente della Regione Puglia.
In un'intervista al The Post Internazionale Fedriga afferma che nel 2023 vorrebbe un secondo mandato alla presidenza del Friuli-Venezia Giulia, per portare a termine tutti i progetti a cui sta lavorando.
Si ricandida quindi alle regionali del 2-3 aprile 2023 sostenuto ancora da Lega, Fratelli d'Italia, Forza Italia, Autonomia Responsabile di Renzo Tondo oltreché da una personale lista civica.
Viene quindi rieletto Presidente della regione con il 64% dei voti doppiando l'avversario del centro-sinistra Moretuzzo che si ferma al 28%.
Il 21 aprile 2021 è eletto presidente della Conferenza delle Regioni.

## Posizioni e idee politiche
- Nel 2019 ha proposto la costruzione di un muro al confine con la Slovenia per impedire l'attraversamento della frontiera orientale italiana.[18][19]
- Si è dichiarato favorevole alle vaccinazioni ma contrario agli obblighi vaccinali, affermando "sono a favore dei vaccini e per raggiungere il risultato è necessaria un'alleanza con le famiglie, non l'imposizione".[20][21]
- Si è dichiarato favorevole alla castrazione chimica come pena per i colpevoli di violenze sessuali.[22]
- Si è dichiarato contrario al disegno di legge a firma di Sandra Zampa, che impedisce di rimpatriare i minorenni extracomunitari, dicendo di ritenerlo "Una vera e propria assurdità".[22]
- Da presidente regionale ha fatto rimuovere lo striscione di solidarietà per la vicenda del giovane ricercatore universitario friulano Giulio Regeni dal palazzo della regione, dove era appeso dal 2016, dichiarando che «i problemi non si risolvono con gli striscioni».[23]
- Si è dichiarato contrario alla costruzione di una centrale nucleare sul territorio di Trieste.[24]